# Bóng ma học đường
Bóng ma học đường (tựa đề ban đầu là Hồn ma siêu quậy) là một bộ phim điện ảnh 3D đầu tiên của Việt Nam thuộc thể loại hài – kinh dị – tâm lý – chính kịch ra mắt vào năm 2011, do Lê Bảo Trung làm đạo diễn kiêm viết kịch bản, với sự tham gia diễn xuất của các diễn viên gồm Hoài Linh, Hoàng Sơn, Wanbi Tuấn Anh, Trương Quỳnh Anh, Ngọc Diệp, Elly Trần, Thiên Minh, Tim và Hoài An.
Khởi quay từ ngày 10 tháng 7 đến cuối tháng 9 năm 2010, Bóng ma học đường được khởi chiếu tại các cụm rạp trên toàn quốc vào ngày 26 tháng 1 năm 2011. Đây cũng là bộ phim đầu tiên của điện ảnh Việt Nam được ra mắt dưới định dạng 3D.

## Nội dung
Nam Linh là một nhà văn chuyên viết những truyện ngắn cho những người ở tuổi thành niên, nhưng ông lại không có nhiều hiểu biết về tuổi thành niên, đồng thời càng không hiểu được đứa con trai Minh Quân của mình. Quá túng quẫn khi bị những người xung quanh khinh rẻ, Nam Linh đã uống thuốc tự tử. Khi trở thành một hồn ma, ông đã gặp lão trùm ma cùng với ba con ma trẻ tuổi khác là Thanh Mai, Nana Ly và Ngô Vinh.
Lão trùm ma và ba con ma kia dẫn Nam Linh về sào huyệt để dạy cho ông cách giết người, khiến cho Nam Linh dần dần đã nhìn thấy được mặt tối của thế giới học đường. Một hồi tưởng cho biết khi Nam Linh chết đi, bà vợ của ông đã lấy ông nhà giàu khác làm chồng, nhưng ông chồng giàu có này thường xuyên hành hung hai mẹ con Minh Quân. Minh Quân có yêu cô nàng tên Thiên Kim trong trường, nhưng cũng chính vì thế mà tên học sinh du côn Jimmy Long luôn tìm cách bắt nạt Minh Quân, còn Thiên Kim và mẹ cũng bị ba của cô đánh đập không thương tiếc.
Mặc dù lão trùm ma và ba người hầu ép buộc Nam Linh giết người, nhưng ông hoàn toàn không muốn giết ai mà ngược lại, ông còn định cảm hóa trái tim của ba người hầu xấu số kia. Khi Minh Quân sắp tự tử, Nam Linh hiện ra và cố gắng động viên tinh thần cho cậu con trai. Nhờ có ba mình an ủi, Minh Quân cảm thấy mạnh mẽ hơn, sau đó cậu đã đánh bại được Jimmy Long và cứu sống được Thiên Kim khi cô định tự sát. Hồn ma Ngô Vinh giờ đây đã hiểu được sự nhân đạo và cuối cùng cậu cũng được siêu thoát. 
Nam Linh thuyết phục hai hồn ma Thanh Mai và Nana Ly hợp sức với mình để tiêu diệt lão trùm ma độc ác, và tên trùm ma đã bị tiêu diệt sau trận chiến ác liệt. Nhiều ngày sau, Nam Linh trở thành một trùm ma mới, hai hồn ma Thanh Mai và Nana Ly vẫn đi theo phục vụ cho ông. Nam Linh ra lệnh rằng từ nay về sau chỉ đi vun đắp hạnh phúc cho mọi người chứ không được giết người nữa, và ông cùng hai người hầu rời đi trong hạnh phúc. Sau bao nhiêu sóng gió, Minh Quân và Thiên Kim cùng nhau vui đùa dưới sân trường.

## Diễn viên
- Hoài Linh vai Nam Linh
- Hoàng Sơn vai Trùm ma
- Wanbi Tuấn Anh vai Minh Quân
- Trương Quỳnh Anh vai Thiên Kim
- Ngọc Diệp vai Thanh Mai
- Elly Trần vai Nana Ly
- Thiên Minh vai Ngô Vinh
- Tim vai Jimmy Long
- Hoài An vai vợ của Nam Linh
- Hoàng Phúc vai ba của Thiên Kim
- Hiền Mai vai mẹ của Thiên Kim
- Thanh Long Trẻ vai cha dượng của Minh Quân
- Long Đẹp Trai vai bạn của Jimmy Long
- Hoàng Mèo vai bạn của Jimmy Long